# Gérard Néry
Pour les articles homonymes, voir Néry (homonymie).
Gérard Néry est un acteur, scénariste et écrivain français, né le 19 septembre 1922 à Hambourg (Allemagne), mort le 1er janvier 2010 à Lagny-sur-Marne (Seine-et-Marne).

## Biographie

### Origines
Gérard Néry naît en 1922 à Hambourg, alors qu'une partie de l'Allemagne est occupée par les troupes françaises après la Première Guerre mondiale.

### Carrière
En 1945, Gérard Néry débute comme acteur et poursuit cette activité jusqu'en 1952.
En 1957, il écrit deux scénarios de film.
Il commence à publier des romans au début des années 1970, activité qu'il poursuit jusqu'au début des années 1990, notamment auprès de la maison d'édition Fleuve noir.

### Vie privée
En 1952, Gérard Néry épouse la comédienne Marthe Mercadier (1928-2021). Le couple a une fille prénommée Véronique en 1961 et divorce en 1972.
Il meurt en 2010 à Lagny-sur-Marne.

## Filmographie

### Comme acteur
- 1945 : Bernard père et fils, court métrage d'Albert Guyot
- 1945 : J'ai dix-sept ans d'André Berthomieu
- 1946 : Les J3 de Roger Richebé
- 1946 : Amours, Délices et Orgues d'André Berthomieu
- 1948 : L'Ombre d'André Berthomieu
- 1950 : Le Chevalier de Londres (The Elusive Pimpernel) de Michael Powell et Emeric Pressburger
- 1952 : La Chasse à l'homme, court métrage de Pierre Kast

### Comme scénariste
- 1957 : Paris Music Hall de Stany Cordier
- 1957 : Vacances explosives de Christian Stengel
- 1985 : Brigade verte

## Œuvres
- Julie Crèvecœur, éditions de Trévise, 1970
- Les Nuits d'Hollywood, éditions de Trévise, 1976
- Santa et le Roi de Corse, éditions de Trévise, 1978
- Norma Désir, J'ai lu, 1979
- Plate-forme Marylin, éditions Jean-Claude Lattès, coll. « Brigade Verte », 1981
- Thermotel, éditions Jean-Claude Lattès, coll. « Brigade Verte », 1982
- Guide d'ondes, éditions Jean-Claude Lattès, coll. « Brigade Verte », 1982
- Le Gagnant, Presses de la Cité, 1986
- Iode 131, Fleuve noir, coll. « Spécial Police » no 2028, 1986
- Adieu, le prof' !, Fleuve noir, coll. « Spécial Police » no 2040, 1987
- La Chasse aux cerveaux, Fleuve noir, coll. « Spécial Police » no 2056, 1987
- La Fille au mouchard, Fleuve noir, coll. « Spécial Police » no 2065, 1987
- Série 1999 - 1 - Panique à la banque du sperme, Fleuve noir, coll. « Fleuve noir Anticipation » no 1663, 1989
- Série 1999 - 2 - Pâques sanglantes aux Caraïbes, Fleuve noir, coll. « Fleuve noir Anticipation » no 1675, 1989
- Série 1999 - 3 - Mort à l'encre de Chine, Fleuve noir, coll. « Fleuve noir Anticipation » no 1688, 1989
- Série 1999 - 4 - Terminus l'Enfer, Fleuve noir, coll. « Fleuve noir Anticipation » no 1713, 1989
- Série 1999 - 5 - Les Noyés du fleuve Amour, Fleuve noir, coll. « Fleuve noir Anticipation » no 1724, 1989
- Série 1999 - 6 - Scorpions, Fleuve noir, coll. « Fleuve noir Anticipation » no 1736, 1990